# Анришмон (кантон)
Анришмо́н (фр. Henrichemont) — кантон во Франции, находится в регионе Центр, департамент Шер. Входит в состав округа Бурж.
Код INSEE кантона — 1815. Всего в кантон Анришмон входят 7 коммун, из них главной коммуной является Анришмон.

## Коммуны кантона
| Коммуна        | Население, чел. (1999) | Почтовый индекс | Код INSEE |
| -------------- | ---------------------- | --------------- | --------- |
| Анришмон       | 1 829                  | 18250           | 18109     |
| Ашер           | 354                    | 18250           | 18001     |
| Ла-Шаплот      | 181                    | 18250           | 18051     |
| Монтиньи       | 373                    | 18250           | 18151     |
| Нёви-Дё-Клоше  | 282                    | 18250           | 18163     |
| Нёйи-ан-Сансер | 212                    | 18250           | 18162     |
| Эмблиньи       | 180                    | 18250           | 18111     |

## Население
Население кантона на 1999 год составляло 3 411 человек.
| 1962  | 1968  | 1975  | 1982  | 1990  | 1999  | 2006 | 2007 |
| ----- | ----- | ----- | ----- | ----- | ----- | ---- | ---- |
| 3 433 | 3 961 | 3 656 | 3 519 | 3 408 | 3 411 | -    | -    |